# شین سانگ اوک
شین سانگ اوک (کره‌ای: 신상옥؛ ‏ ۱۱ اکتبر ۱۹۲۶ – ۱۱ آوریل ۲۰۰۶) یک کارگردان فیلم، تهیه‌کننده فیلم و فیلم‌نامه‌نویس اهل کره جنوبی بود. وی بین سال‌های ۱۹۵۲ تا ۲۰۰۲ میلادی فعالیت می‌کرد.
از فیلم‌ها یا مجموعه‌های تلویزیونی که وی در آن‌ها نقش داشته‌است می‌توان به یک گل در جهنم اشاره نمود.